# Königssee
Königssee je jezero v jihovýchodním Bavorsku blízko německo-rakouské hranice, v okrese Berchtesgaden. Spadá pod správu obce Schönau am Königssee. Je třetím nejhlubším jezerem v Německu (po Bodensee 251,1 m a Walchensee 192,3 m).

## Etymologie
Jméno nepochází ze slova „král“, jak by se dnes mohlo zdát. Ve skutečnosti je název jezera odvozen od mužského křestního jména Kuno, které se opakovaně vyskytuje historických pramenech. Tuto teorii potvrzuje původnější název jezera: Kunigssee. Poznamenejme ještě, že ještě běžnější bylo pojmenování Bartholomäsee (nejpravděpodobněji dle kostela sv. Bartoloměje stojícím na jeho západním břehu).

## Poloha
Jezero leží na dně hlubokého údolí obklopené strmými srázy a vysokými horami, mimo jiné i věhlasným Watzmannem (nad jezerem se vzpíná 2 km vysoká východní stěna Watzmannu). Bylo vytvořeno během poslední doby ledové ledovcovou činností. Jezerem protéká potok Königsseer Ache, který dále ústí do Berchtesgadener Ache a ten do Salzachu. Na západním břehu se tyčí impozantní Watzmann Ostwand s hluboce zaříznutým údolím Eistal, kde se nachází známá „Eiskapelle“ (ledová kaplička), „Eisgrotte“ (ledová jeskyně – vymletá potokem Eisbach do ledovce) a „Lavinenschneekugel“. Z údolí Eistal vytéká potok Eisbach, který naplavováním štěrku vytvořil poloostrov o rozloze cca 85 ha. Na tomto poloostrově stojí starý poutní kostel sv. Bartoloměje a lovecký zámeček s hostincem. Jezero je plné pstruhů a sivenů alpských a je obhospodařováno profesionálními rybáři.
Rovněž v severní části jezera se nachází Christlieger – jediný ostrůvek v Königssee. Hezký pohled na jezero je (pokud pomineme vyhlídková místa na vysoce položených vrcholcích jako Jezer nebo Mooslahnerkorf) od Feuerpalven, Archenkanzel, Malerwinkel a z vyhlídkového bodu na Rabenwand. Z boků se tyčící zalesněné horské převisy jsou na jihu převýšené zalesněnými skalními kulisami. Vprostřed „Steineres Meer“ rozeznáváme charakteristické zvlnění Schönfeldspitze (2 653 m), která již leží v Rakousku. U paty této velkolepé přírodní kulisy leží již z dálky rozeznatelný kostel sv. Bartoloměje.

## Využití
Königssee má velmi čistou vodu a proto je povolena plavba pouze lodím s elektromotorem, veslicím a šlapadlům (kajaky a kanoe jsou zakázány).
Na jezeře jezdí 18 velkých motorových lodí provozovaných společností Bayerische Seenschifffahrt (společnost s turistickými vyhlídkovými loděmi na bavorských jezerech), k tomu zde jezdí ještě malé motorové čluny, které jsou uměleckými díly svých kormidelníků. První motorový člun je ve službě od roku 1909, nejstarší stále sloužící člun byl postaven roku 1920. Teprve od roku 2003 jsou lodě stavěny s ocelovými trupy, namísto tradičních dřevěných. Vedle výchozího bodu z obce Königssee jsou zastávky v Kessel, u kostela sv. Bartoloměje a v Saletu.
V půli cesty ke kostelu je turistům křídlovkou nebo trumpetou demonstrována ozvěna od příkrých horských svahů – jednoduchá nebo dvojitá. Dříve se z lodi střílelo signálním dělem a tím se docílilo až sedminásobné ozvěny, toto ovšem dnes nepovolují bezpečnostní opatření – převoz střelného prachu je zakázán.
Ve spádové oblasti jezera (136,50 km²) není krom pár horských pastvin provozováno žádné zemědělství a osídlení v oblasti jezera je od 80. let napojeno na kanalizaci. Díky tomu je jezero oligotrofní, velmi čisté a zdrojem kvalitní pitné vody.
Kvůli jeho velikosti zamrzá jezero kompletně jenom při velmi chladných zimách, v průměru přibližně jednou za desetiletí. Naposledy to bylo v lednu a únoru roku 2006, led byl silný 40 cm a jezero bylo celkem 29 dní možné přejít. Předpokladem pro tuto přírodní podívanou je velmi studené počasí a bezvětří. Pokud je led silný alespoň 15 cm, je vyznačena správou parku turistická, běžkařská a cyklistická cesta přes jezero z Konigsee po ledě ke kostelu sv. Bartoloměje. Je doporučeno pohybovat se po vyznačené trase, neboť při západním břehu je led obvykle tenčí. Varováním může být řidič VW, který bez povolení 19. ledna 1964 v noci přejížděl přes jezero a na zpáteční cestě od kostela se společně s vozem potopil do chladných vod jezera. Teprve roku 1997 byl automobil společně s tělesnými ostatky řidiče nalezen v hloubce 120 m za pomoci ponorky. Jeho ostatky dodnes nebyly vyzdviženy.
V obci Schönau am Königssee se nachází též umělá chlazená dráha pro boby, sáně a skeleton.

## Ochrana přírody
Estetický půvab jezera a jeho břehů dal popud ke vzniku Národnímu parku Berchtesgaden, který obklopuje velkou část jezera.